# Cheikhou Kouyaté
Pour les articles homonymes, voir Kouyaté.
Cheikhou Kouyaté né le 21 décembre 1989 à Dakar (Sénégal), est un footballeur international sénégalais qui possède également la nationalité belge depuis 2013. Il évolue actuellement au poste de défenseur central ou milieu de terrain.

## Biographie

### En club
Le 2 août 2018, il rejoint Crystal Palace pour quatre saisons. Le montant du transfert est estimé à 10,7 millions d'euros.

### En équipe nationale
Début juillet 2012, il fait partie des joueurs sélectionnés pour disputer les Jeux olympiques de Londres. Il participe à la Coupe d'Afrique des nations 2015, mais son équipe ne passe pas la phase des poules. Deux ans plus tard, le Sénégal est éliminé au stade des quarts de finale de la Coupe d'Afrique des nations 2017. L'année suivante, Kouyaté fait partie des vingt-trois joueurs sélectionnés pour participer à la Coupe du monde 2018. Les Sénégalais sont éliminés dès la phase de groupes de la compétition. En juin 2019, il fait partie des joueurs sélectionnés par Aliou Cissé pour participer à la Coupe d'Afrique des nations 2019. Le Sénégal échoue en finale de la compétition contre l'Algérie (0-1). En janvier 2022, Il fait partie des joueurs sélectionnés par Aliou Cissé pour participer à la Coupe d'Afrique des nations 2021. Le Sénégal remporte la compétition aux tirs au but face à l'Égypte. Le 11 novembre 2022, il est sélectionné par Aliou Cissé pour participer à la Coupe du monde 2022. Le 29 décembre 2023, il est retenu dans la liste des vingt-sept joueurs sénégalais sélectionnés par Aliou Cissé pour disputer la Coupe d'Afrique des nations 2023.

## Palmarès

### En club
- Champion de Belgique en 2010, 2012, 2013 et 2014 avec le RSC Anderlecht.
- Vainqueur de la Supercoupe de Belgique en 2010 et 2013 avec le RSC Anderlecht.

### En équipe nationale
Sénégal
- Coupe d'Afrique des nations (1)
  - Vainqueur en 2022.
  - Finaliste en 2019.